# Đồng cấu vành
Trong lý thuyết vành, một nhánh của đại số trừu tượng, đồng cấu vành là hàm bảo toàn cấu trúc giữa hai vành. Nói rõ ràng hơn, nếu R và S là vành, thì đồng cấu vành là hàm f : R → S sao cho f thỏa mãn:
bảo toàn phép cộng:
{\displaystyle f(a+b)=f(a)+f(b)\ \forall a,b\in R},
bảo toàn phép nhân:
{\displaystyle f(ab)=f(a)f(b)\ \forall a,b\in R},
bảo toàn phần tử đơn vị:
{\displaystyle f(1_{R})=1_{S}}.
Nghịch đảo phép cộng và phần tử đơn vị của phép cộng cũng là một phần cấu trúc, nhưng không cần thiết phải yêu cầu rõ là phải được bảo toàn bởi nó là hệ quả của ba điều kiện trên.
Nếu thêm vào đó, f là song ánh, thì hàm ngược f−1 cũng là đồng cấu vành.  Trong trường hợp này, f được gọi là đẳng cấu vành, và các vành R và S được gọi đẳng cấu cùng nhau. Từ góc nhìn lý thuyết vành, nếu hai vành đẳng cấu với nhau thì không cần phải phân biệt giữa chúng.
Nếu R và S là rng, thì thuật ngữ tương ứng là đồng cấu rng, định nghĩa như trên nhưng không có điều kiện thứ ba f(1R) = 1S.  Một đồng cấu rng giữa hai vành unita không cần phải là đồng cấu vành.
Hợp của hai đồng cấu vành là đồng cấu vành. Do đó lớp của tất cả các vành tạo thành phạm trù với đồng cấu vành làm cấu xạ (xem thêm phạm trù của vành).
Tương tự như đồng cấu nhóm, ta cũng sẽ có đơn cấu vành, toàn cấu vành, tự đồng cấu vành và tự đẳng cấu vành.

## Các tính chất
Đặt {\displaystyle f\colon R\rightarrow S} là đồng cấu. Khi đó, theo định nghĩa ta có các tính chất sau:
- f(0R) = 0S.
- f(−a) = −f(a) với mọi a thuộc R.
- Với bất kỳ phần tử đơn vị a thuộc R, f(a) là phần tử đơn vị sao cho f(a−1) = f(a)−1. Cụ thể hơn, f cảm sinh đồng cấu nhóm từ nhóm nhân của các đơn vị của R sang nhóm của các đơn vị của S (hay của im(f)).
- Ảnh của f, ký hiệu là im(f), là vành con của S.
- Hạt nhân của f, định nghĩa là ker(f) = {a in R : f(a) = 0S}, là ideal của R. Mọi ideal trong R đều đến từ một đồng cấu vành nào đó.
- Đồng cấu f là đơn ánh khi và chỉ khi ker(f) = {0R}.
- Nếu tồn tại đồng cấu vành f : R → S thì đặc số của S là ước của đặc số của R.  Ta có dùng tính chất này để chứng minh giữa một số cặp vành R và S, không đồng cấu vành nào f:R → S tồn tại.
- Nếu Rp là vành con nhỏ nhất chứa trong R và Sp là vành con nhỏ nhất trong S, thì mọi đồng cấu vành f : R → S cảm sinh đồng cấu vành fp : Rp → Sp.
- Nếu cả hai R và S đều là trường, thì im(f) là trường con của S, nên S có thể coi là mở rộng trường của R.
- Nếu R và S giao hoán và I là ideal của S thì f−1(I) là ideal R.
- Nếu R và S giao hoán và P là i-đê-an nguyên tố của S thì f−1(P) là i-đê-an nguyên tố của R.
- Nếu R và S giao hoán, M là i-đê-an tối đại của S, và f có tính toàn ánh, thì f−1(M) là i-đê-an tối đại của R.
- Nếu R và S giao hoán và S là miền nguyên, thì ker(f) là i-đê-an nguyên tố của R.
- Nếu R và S giao hoán, S là trường, và f toàn ánh, thì ker(f) là i-đê-an tối đại của R.
- Nếu f toàn ánh, P là ideal nguyên tố và tối đại trong R và ker(f) ⊆ P, thì f(P) ideal nguyên tố và tối đại trong S.

Ngoài ra,
- Hợp của hai đồng cấu vành tạo thành đồng cấu vành.
- Với mọi vành R, ánh xạ đồng nhất R → R là đồng cấu vành.
- Lớp tất cả các vành cùng với đồng cấu vành làm cấu xạ tạo thành phạm trù vành.
- Ánh xạ không R → S gửi mỗi phần tử R sang 0 là đông cấu vành khi và chỉ khi S là vành không (vành mà phần tử duy nhất là không).
- Với mọi vành R, tồn tại duy nhất một đồng cấu vành Z → R. Điều này có nghĩa là vành các số nguyên là vật ban đầu trong phạm trù của vành.
- Với mọi vành R, có duy nhất một đồng cấu vành R sang vành không.  Điều này có nghĩa là vành không là vật kết thúc trong phạm trù các vành.

## Các ví dụ
- Hàm f : Z → Z/nZ, định nghĩa bởi f(a) = [a]n = a mod n là đồng cấu vành có tính toàn ánh với hạt nhân nZ (xem số học mô đun).
- Hàm f : Z/6Z → Z/6Z  định nghĩa bởi f([a]6) = [4a]6 là đồng cấu rng (và là tự đồng cấu rng), cùng với hạt nhân 3Z/6Z và ảnh 2Z/6Z (ảnh này đẳng cấu với Z/3Z).
- Không có đồng cấu vành Z/nZ → Z nào cho n ≥ 1.
- Liên hợp phức C → C là đồng cấu vành (đây là ví dụ của tự đẳng cấu vành).
- Với vành R có đặc số nguyên tố p, đồng cấu vành R → R, x → xp được gọi là tự đồng cấu Frobenius.
- Nếu R và S là các vành, hàm không từ R vào S là đồng cấu vành khi và chỉ khi S là vành không.  (Nếu không thì nó không thỏa mãn điều kiện ánh xạ 1R sang 1S.)  Mặt khác hàm không luôn là đồng cấu rng.
- Nếu R[X] ký hiệu tập các đa thức với biến X và các hệ số là các số thực trong R, và C ký hiệu tập các số phức, thì hàm f : R[X] → C định nghĩa bởi f(p) = p(i) (thay đơn vị ảo i cho biến X trong đa thức p) là toàn cấu vành. Hạt nhân của f chứa toàn bộ ma trận R[X] chia hết bởi X2 + 1.
- Nếu f : R → S là đồng cấu vành giữa hai vành R và S, thì f cảm sinh đồng cấu vành giữa hai vành ma trận Mn(R) → Mn(S).
- Gọi V trên trường k. Khi đó ánh xạ {\displaystyle \rho :k\to \operatorname {End} (V)} đưa bởi {\displaystyle \rho (a)v=av} là đồng cấu vành. Tổng quát hơn, cho nhóm abel M, cấu trúc mô đun trên M qua vành R tương đương với đồng cấu vành {\displaystyle R\to \operatorname {End} (M)}.

## Phạm trù của vành

### Tự đồng cấu, đẳng cấu và tự đẳng cấu
- Tự đồng cấu vành là đông cấu vành {\displaystyle f:R\rightarrow R}.
- Đẳng cấu vành là đồng cấu vành mà nghịch đảo của nó cũng là đồng cấu vành. Ta có thể chứng minh một đồng cấu là đẳng cấu khi nó là song ánh giữa hai tập hợp của vành.  Nếu tồn tại đẳng cấu giữa R và S, thì R và S được gọi là đẳng cấu cùng nhau. Các vành đẳng cấu cùng nhau chỉ khác nhau mỗi cách dán nhãn tên các phần tử.  Ví dụ: Xê xích đẳng cấu, có 4 vành có cấp 4.
- Tự đẳng cấu vành là đẳng cấu vành từ một vành đến chính nó.

### Đơn cấu và toàn cấu
Đồng cấu vành có tính đơn ánh tương tự với đơn cấu trong phạm trù các vành: Nếu f : R → S là đơn cấu nhưng không nội xạ, thì nó gửi một số r1 và r2 sang cùng một phần tử thuộc S.  Xét hai ánh xạ g1 và g2 từ Z[x] sang R ánh xạ x sang r1 và r2, tương ứng; f ∘ g1 và f ∘ g2 tương tự với nhau, nhưng bởi f là đơn cấu nên điều này không thể.
Tuy nhiên, đồng cấu vành có tính toàn ánh khác hoàn toàn với các toàn cấu trong phạm trù các vành.  Ví dụ chẳng hạn, phép bao hàm Z ⊆ Q là toàn cấu vành nhưng không phải toàn ánh. Song, chúng đều tương tự với toàn cấu mạnh.

## Trích dẫn
1. ↑  Artin 1991, tr. 353.
2. ↑  Atiyah & Macdonald 1969, tr. 2.
3. ↑  Bourbaki 1998, tr. 102.
4. ↑  Eisenbud 1995, tr. 12.
5. ↑  Jacobson 1985, tr. 103.
6. ↑  Lang 2002, tr. 88.
7. ↑  Hazewinkel 2004, tr. 3.